# Геморрагическая лихорадка Марбург
Геморрагическая лихорадка Марбург (марбургская геморрагическая лихорадка, болезнь Марбург, церкопитековая болезнь, «болезнь зелёных мартышек», геморрагическая лихорадка Мариди; англ. Marburg disease) — острое вирусное высококонтагиозное заболевание, характеризующееся тяжёлым течением, высокой летальностью, геморрагическим синдромом, поражением печени, желудочно-кишечного тракта и центральной нервной системы.

## Название
Впервые заболевание было зарегистрировано в 1967 году в городах Марбурге (основное количество заболевших), Франкфурте-на-Майне, Белграде. Заражение произошло при вскрытии мартышек Cercopithecus aethiops, доставленных в лаборатории из Уганды. При этом данный вид обезьян не является природным резервуаром вируса. Отсюда названия заболевания.

## Этиология
Вирусы Марбурга и Эбола сходны по своей морфологии, но отличаются по антигенной структуре. Характерен полиморфизм, вирионы могут быть червеобразной, спиралевидной и округлой формы. Длина их колеблется от 665 до 1200 нм, диаметр поперечного сечения — 70-80 нм. По структуре и антенному составу отличаются от всех известных вирусов. Вирусные частицы содержат РНК, липопротеин; присутствия гемагглютининов и гемолизинов не выявлено. Антигенная активность связана с вирусными частицами, существование растворимого антигена не доказано. Вирусы выделяются и пассируются на морских свинках и в культуре перевиваемых клеток почки зелёной мартышки (Vero). При пассировании в культурах тканей вирус оказывает неполный цитопатический эффект или вовсе его не вызывает. Относится к семейству Filoviridae, роду Marburgvirus.

## Эпидемиология

естественный ареал Rousettus aegyptiacus
вспышки эпидемии

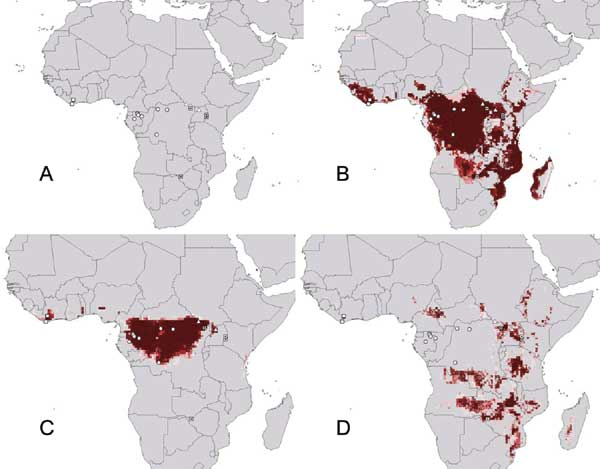
D — вспышки Марбурга в Африке

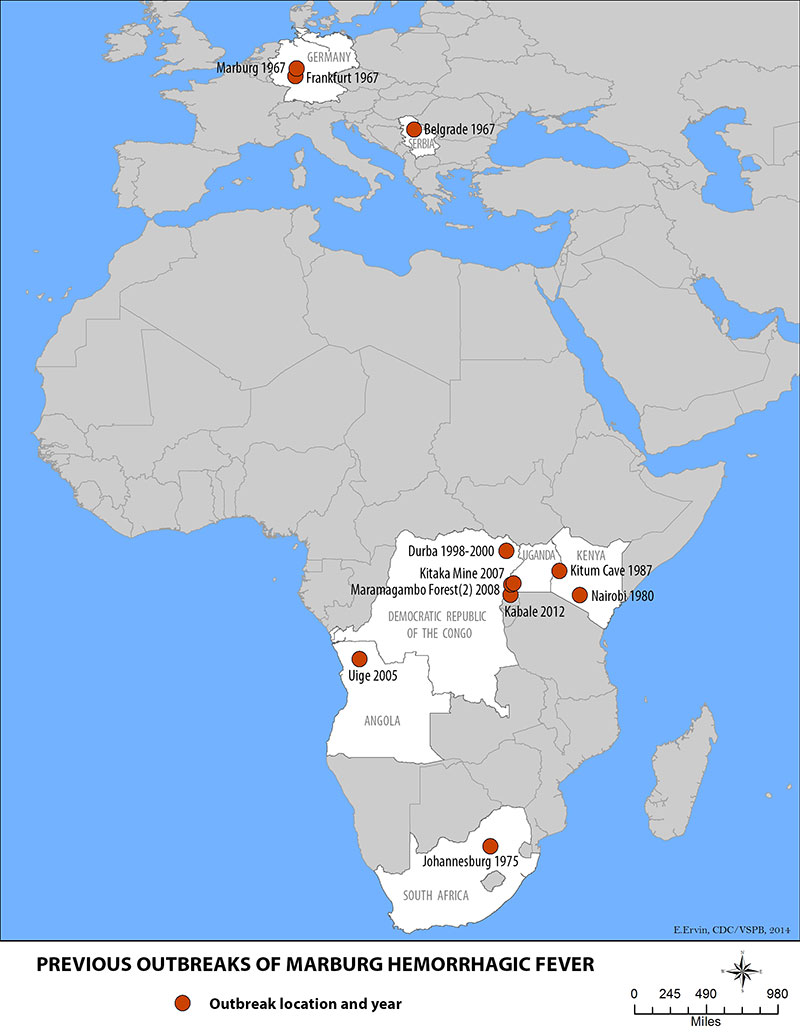
Случаи эпидемий Марбурга в Африке и Европе

Хотя природные очаги распространения вируса находятся в Африке, впервые болезнь наблюдалась в 1967 году в Европе: в городах Марбурге и Франкфурте-на-Майне, также один случай заболевания наблюдался в Белграде. Источником инфекции в дальнейшем были признаны ввезённые из Уганды в Марбург компанией «Берингверке» (компания была основана первым лауреатом Нобелевской премии в области физиологии и медицины Эмилем фон Берингом) африканские зелёные мартышки Cercopithecus aethiops sabaeus (отсюда одно из названий заболевания), ткани которых использовались для создания полиомиелитной вакцины. Были зарегистрированы 31 случай заболевания (25 заражённых непосредственно от обезьян и 6 уже от них) и 7 смертельных исходов. В дальнейшем подобные заболевания наблюдались в Кении, Уганде, Демократической Республике Конго, Анголе, Габоне, ЮАР, Гвинее, Гане, Экваториальной Гвинее, Танзании. За пределами африканского континента было зарегистрировано 2 завозных случая в 2008 г.: в США и Нидерландах. В обоих случаях пациенты заболели сразу же после возвращения из Уганды, где они посещали пещеру Питон. Кроме того, известно 2 случая лабораторного заражения вирусом Марбург, которые произошли из-за ошибки исследователей во время работы с вирусом в научном институте «Вектор» (Кольцово, Новосибирская область) в 1988 г. и 1990 г. 
Коэффициенты летальности во время вспышек марбургской геморрагической лихорадки варьируются в пределах от 24 % до 88 %. 
Больной человек представляет опасность для окружающих. Выделение вируса происходит с носоглоточным содержимым, мочой, заразна также кровь больных. Инфицирование людей может происходить воздушно-капельным путём, при попадании вируса на конъюнктивы, а также на кожу (случайные уколы иглой или порезы), не исключается возможность полового пути передачи инфекции (вирус обнаруживался в семенной жидкости). Вирус в организме переболевшего человека может сохраняться до 3 месяцев.
Резервуарным хозяином вируса Марбург являются нильские крыланы (Rousettus aegyptiacus). Это фруктовоядные летучие мыши, которые живут большими колониями (до нескольких тысяч особей) и предпочитают для своих днёвок глубокие и тёмные пещеры, шахты. Для крыланов вирус не патогенен, в низких концентрациях РНК вируса Марбург обнаруживали во внутренних органах крыланов, а также в слюне и моче. Чаще всего инфицирование крыланов происходят на 3 месяце жизни, к 8 месяцам вирус элиминируется из организма, наиболее активно крыланы выделяют вирус в возрасте от 4 до 7 месяцев. Колонии нильских крыланов, в которых подтверждено присутствие вируса Марбург, были зарегистрированы в Кении, Уганде, ДРК, Сьерра-Леоне, Гвинее. Заражение человека возможно после посещения пещер, в которых живёт колония крыланов, а также после употребления в пищу фруктов, контаминированных выделениями крыланов. Возможна внутрибольничная инфекция, хотя стабильной циркуляции вируса в человеческой популяции нет.

## Патогенез
Воротами инфекции служат повреждённая кожа, слизистые оболочки (ротовая полость, глаза). Полагают, что среди заразившихся в 90 % случаев заболевание имеет манифестную форму течения. Характерна диссеминация вируса. Размножение его может происходить в различных органах и тканях (печень, селезёнка, лёгкие, костный мозг, яички и др.). Вирус длительно обнаруживается в крови, сперме (до 12 недель). Патогистологические изменения отмечаются в печени (ожирение печёночных клеток, некробиоз отдельных клеток, клеточная инфильтрация), почках (поражение эпителия почечных канальцев), селезёнке, миокарде, лёгких. Патофизиологической основой процесса при лихорадке Марбурга является повышенная сосудистая проницаемость практически во всех органах, и как следствие — кровоизлияния в различных органах (головной мозг и другие).

## Симптомы
Инкубационный период 2—16 суток. Клинические симптомы, тяжесть течения и исходы при заболеваниях, описанных как лихорадка Марбург и геморрагическая лихорадка Мариди, ничем не различаются. Продромальный период отсутствует. Болезнь начинается остро с быстрым повышением температуры тела до высокого уровня, часто с ознобом. С первых дней болезни отмечаются признаки общей интоксикации (головная боль, разбитость, мышечные и суставные боли), через несколько дней присоединяются поражения желудочно-кишечного тракта, геморрагический синдром; развивается обезвоживание, нарушается сознание.
В начальный период больной жалуется на головную боль разлитого характера или более выраженную в лобной области, боли в груди колющего характера, усиливающиеся при дыхании, загрудинные боли, иногда сухой кашель. Появляется ощущение сухости и боль в горле. Отмечается гиперемия слизистой оболочки глотки, кончик и края языка красные; на твёрдом и мягком нёбе, языке появляются везикулы, при вскрытии которых образуются поверхностные эрозии; в отличие от лихорадки Ласса, выраженного некроза не наблюдается. Тонус мышц, особенно спины, шеи, жевательных мышц повышен, пальпация их болезненна. С 3—4-го дня болезни присоединяются боли в животе схваткообразного характера. Стул жидкий, водянистый, у половины больных отмечается примесь крови в стуле (иногда сгустками) или наблюдаются признаки желудочно-кишечного кровотечения (мелена). У отдельных больных появляется рвота с примесью желчи и крови в рвотных массах. Понос наблюдается почти у всех больных (83 %), длится около недели; рвота бывает реже (68 %), продолжается 4—5 дней.
У половины больных на 4—5-й день болезни на туловище появляется сыпь (иногда кореподобная), у некоторых больных на фоне макулопапулезной сыпи могут отмечаться везикулезные элементы. Сыпь распространяется на верхние конечности, шею, лицо. Иногда беспокоит кожный зуд. При развитии геморрагического синдрома появляются кровоизлияния в кожу (у 62 % больных), в конъюнктиву, слизистую оболочку полости рта. В это время появляются носовые, маточные, желудочно-кишечные кровотечения. В конце 1-й, иногда на 2-й неделе признаки токсикоза достигают максимальной выраженности. Появляются симптомы дегидратации, инфекционно-токсического шока. Иногда наблюдаются судороги, потеря сознания. В этот период больные нередко умирают.
При исследовании крови отмечаются лейкопения, тромбоцитопения, анизоцитоз, пойкилоцитоз, базофильная зернистость эритроцитов. Цереброспинальная жидкость даже у больных с признаками раздражения мозговых оболочек остаётся без изменений. Период выздоровления затягивается на 3—4 недели. В это время отмечается облысение, периодические боли в животе, ухудшение аппетита и длительные психические расстройства. К поздним осложнениям относят поперечный миелит и увеит.

## Диагноз и дифференциальный диагноз

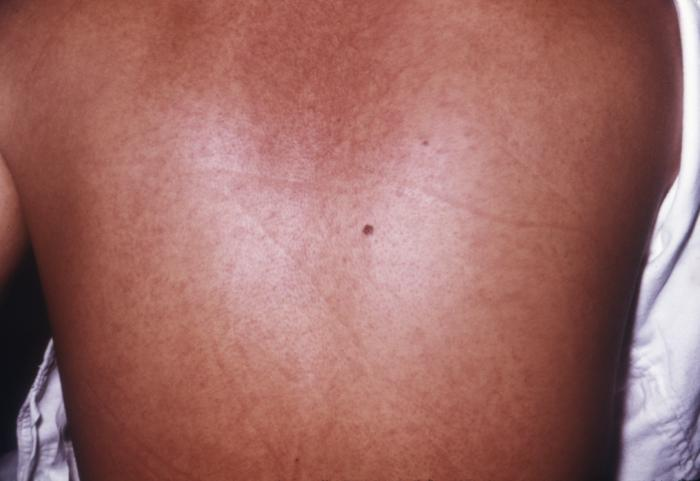
На теле больного появляется сыпь, внешне похожая на высыпания от кори

При распознавании болезни важное значение имеют эпидемиологические предпосылки (пребывание в местностях с природными очагами лихорадки Марбург, работа с тканями африканских мартышек, контакт с больными). Характерна клиническая картина: острое начало заболевания, тяжёлое течение, наличие везикулезно-эрозивных изменений слизистой оболочки полости рта, геморрагический синдром, экзантема, понос, рвота, обезвоживание, тяжёлое поражение центральной нервной системы (расстройства сознания, менингеальный синдром), характерные изменения периферической крови. Имеют некоторое значение отсутствие эффекта от применения антибиотиков, химиотерапевтических и противомалярийных препаратов, отрицательные результаты обычных бактериологических и паразитологических исследований.
Специфические методы лабораторных исследований позволяют выявить вирус или антитела к нему. Работа с вируссодержащим материалом проводится с соблюдением мер профилактики только в специально оборудованных лабораториях. При взятии материала для лабораторных исследований соблюдают правила упаковки и пересылки, рекомендуемых для особо опасных инфекций (помещать в металлические биксы, направлять в лаборатории нарочным). Антитела в сыворотке больных определяют с помощью флуоресцентного метода.

## Лечение
Основное в лечении — патогенетическая терапия. Проводят комплекс мероприятий, направленных на борьбу с обезвоживанием, инфекционно-токсическим шоком. 
Так как заболевание протекает с значительной лейкопенией и снижением иммунологической активности, рекомендуют каждые 10 дней вводить нормальный человеческий иммуноглобулин по 10-15 мл в острый период и по 6 мл в период реконвалесценции.

## Прогноз
Условно неблагоприятный, летальность составляет 25 %. Во время вспышек инфекции летальность может достигать 90 %.

## Профилактика
Больные подлежат обязательной госпитализации и строгой изоляции в отдельном боксе. Карантинные мероприятия играют особо важную роль в профилактике лихорадки Марбург.